# Clan escocès

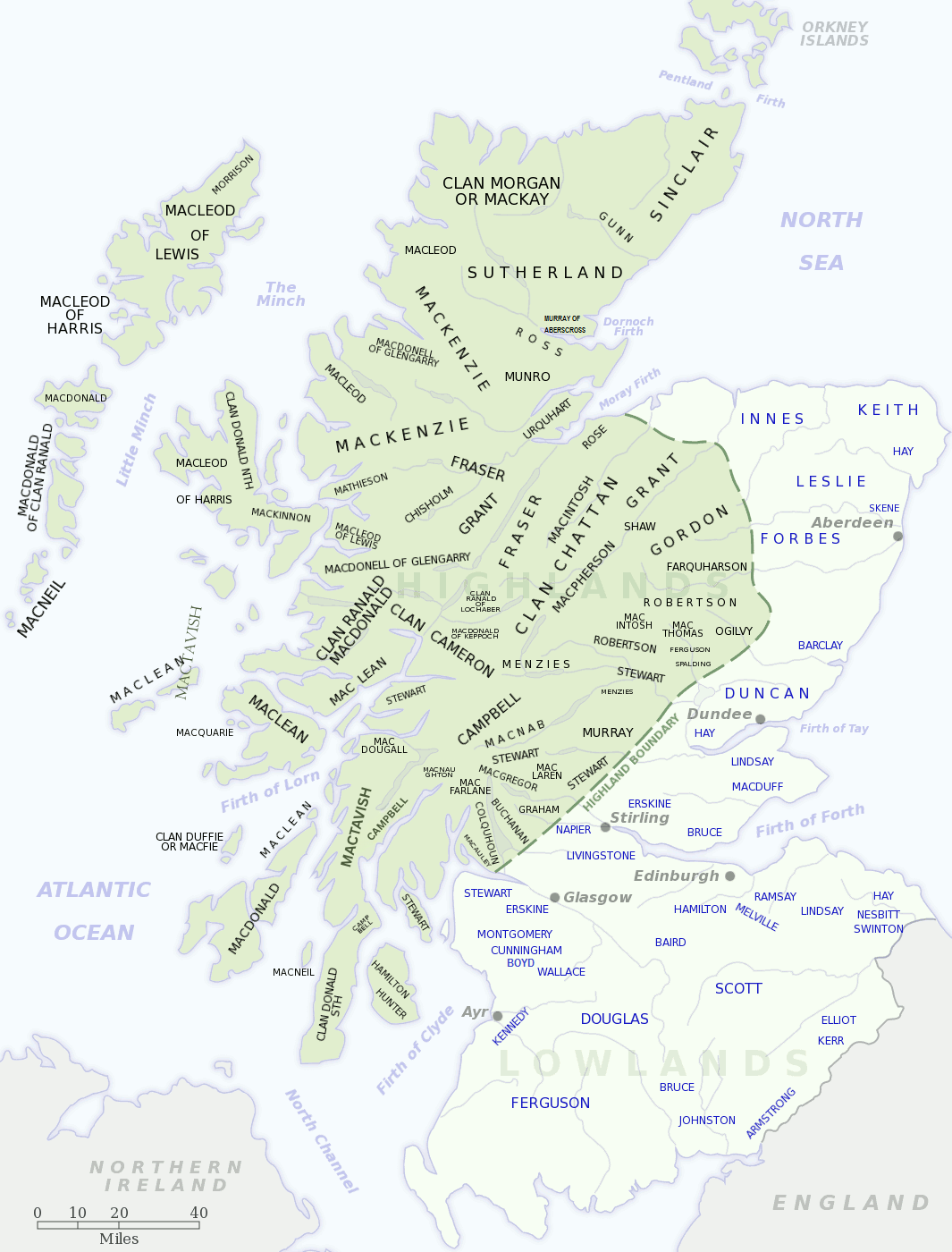
Mapa de clans a Escòcia.

Els clans escocesos (del gaèlic clann, "família"), donen un sentit d'identitat i l'ascendència comú a la gent en Escòcia i les seves relacions a tot el món, amb una estructura formal de Caps de Clan reconeguda pel tribunal del Lord Lió, Rei d'Armes, que actua com una autoritat sobre les qüestions d'heràldica i escuts d'armes. Cada clan té el seu propi patró de tartà, generalment es remunta al segle xix, i els membres del clan poden utilitzar faldilles, cobrellits, faixes, corbates, bufandes o altres articles de roba fet del tartan apropiat com un símbol de pertinença i com un uniforme, si escau.